# Sopio Torosjelidze
Sopio Torosjelidze (georgiska: სოფიო ტოროშელიძე) född 8 januari 1990, är en georgisk sångerska, och sedan år 2011 medlem i den georgiska rockgruppen Eldrine.
Sopio Torosjelidze har deltagit i och vunnit flera musiktävlingar och festivaler, däribland både georgiska- och internationella tävlingar. År 2009 var hon en av finalisterna i TV-programmet "Star Academy". 2010 var Torosjelidze en av Sofia Nizjaradzes bakgrundssångerskor vid Eurovision Song Contest 2010 i Oslo. 
I början på mars år 2011 meddelade Georgiens offentliga television att Eldrines ursprungliga sångerska, Tamar Vadatjkoria, skulle ersättas på grund av kontraktsbråk. Valet föll på Torosjelidze, som därmed är medlem i gruppen och dess sångerska.
Som medlem i gruppen Eldrine kom Torosjelidze att representera Georgien vid Eurovision Song Contest 2011 i Düsseldorf, med låten "One More Day". I finalen av tävlingen den 14 maj 2011 slutade gruppen på en nionde plats av 25 deltagare.
År 2012 var hon både med i musikvideon till samt sjöng i klippet "Achali klipi Ratjazi".